# Ikkadahalli, Kollegal
Ikkadahalli là một làng thuộc tehsil Kollegal, huyện Chamarajanagar, bang Karnataka, Ấn Độ.